# Adolf Friedrichs
Adolf Friedrichs (4 de Março de 1914 — 25 de Setembro de 1942) foi um comandante de U-Boot que serviu na Kriegsmarine durante a Segunda Guerra Mundial.